# 褐弧状绿菌
褐弧状绿菌（Chlorobium phaeovbrioides）是绿菌科绿菌属的一种细菌。细胞稍弯到弧状。种名phaeovbrioides源于希腊语形容词Phaeus（褐色）；拉丁语动词vibro（弧状）；现代拉丁语阳性名词Vibrio（弧状的菌），现代拉丁语形容词Phaeovibrioides（褐弧状）。原来的实验室名称为“褐菌”Liaaen-Jensen, 1965。